# Comuna Moftin, Satu Mare
Moftin este o comună în județul Satu Mare, Transilvania, România, formată din satele Domănești, Ghilvaci, Ghirolt, Istrău, Moftinu Mare, Moftinu Mic (reședința) și Sânmiclăuș.

## Demografie
Componența etnică a comunei Moftin
     Români (53,08%)
     Maghiari (27,76%)
     Romi (8,83%)
     Germani (3,34%)
     Ucraineni (2,87%)
     Alte etnii (0,12%)
     Necunoscută (4%)
Componența confesională a comunei Moftin
     Ortodocși (42,07%)
     Reformați (17,95%)
     Romano-catolici (17,03%)
     Greco-catolici (13,41%)
     Penticostali (3,53%)
     Alte religii (1,82%)
     Necunoscută (4,19%)
Conform recensământului efectuat în 2021, populația comunei Moftin se ridică la 4.222 de locuitori, în scădere față de recensământul anterior din 2011, când fuseseră înregistrați 4.293 de locuitori. Majoritatea locuitorilor sunt români (53,08%), cu minorități de maghiari (27,76%), romi (8,83%), germani (3,34%) și ucraineni (2,87%), iar pentru 4% nu se cunoaște apartenența etnică. Din punct de vedere confesional, cei mai mulți locuitori sunt ortodocși (42,07%), cu minorități de reformați (17,95%), romano-catolici (17,03%), greco-catolici (13,41%) și penticostali (3,53%), iar pentru 4,19% nu se cunoaște apartenența confesională.

## Politică și administrație
Comuna Moftin este administrată de un primar și un consiliu local compus din 13 consilieri. Primarul, Gheorghe David[*], de la Partidul Social Democrat, este în funcție din 2000. Începând cu alegerile locale din 2024, consiliul local are următoarea componență pe partide politice:
|  | Partid                                     | Consilieri | Componența Consiliului | Componența Consiliului | Componența Consiliului | Componența Consiliului | Componența Consiliului | Componența Consiliului | Componența Consiliului |
|  | ------------------------------------------ | ---------- | ---------------------- | ---------------------- | ---------------------- | ---------------------- | ---------------------- | ---------------------- | ---------------------- |
|  | Partidul Social Democrat                   | 7          |                        |                        |                        |                        |                        |                        |                        |
|  | Forumul Democrat al Germanilor din România | 2          |                        |                        |                        |                        |                        |                        |                        |
|  | Partidul Național Liberal                  | 2          |                        |                        |                        |                        |                        |                        |                        |
|  | Uniunea Democrată Maghiară din România     | 2          |                        |                        |                        |                        |                        |                        |                        |

## Monumente
- Biserica romană-catolică „Maica Domnului” din satul Moftinu Mare, construcție 1793-1797, monument istoric
- Rezervația naturală „Heleșteele de la Moftinu Mic” (125 ha)

## Istoric
Înainte de ultima sa victorie, în anul 1601, Mihai Viteazul și-a stabilit tabăra la Moftin pentru 20 de zile pregătindu-se pentru bătălia de la Guruslău. Mai exact in luna iulie, Mihai Viteazul trecând prin Carei, se stabileste pe malul stâng al râului Crasna. La câțiva km depărtare, în Satu Mare avea tabăra oastea lui Gheorghe Basta. La începutul lunii iulie armata lui Mihai Viteazul dispunea de peste 16.000 de oameni, dintre care 8.000 erau călăreți. În ziua de 31 iulie 1601 au sosit în tabăra de la Moftin și 2.000 de silezieni conduși de generalul Rothal.
Școala cu clasele I-VIII din localitatea Moftinul Mic poarta numele lui Mihai Viteazul.

## Personalități născute aici
- Ioan Sabo (1836 - 1911), episcop greco-catolic;
- Ioan Chindriș (1938 - 2015), istoric;
- Silviu Lung (n. 1956), fotbalist;
- Gheorghe Tulba (n. 1960), fotbalist.